# Notoplites flandrini
Notoplites flandrini är en mossdjursart som beskrevs av David och Pouyet 1986. Notoplites flandrini ingår i släktet Notoplites och familjen Candidae. Inga underarter finns listade i Catalogue of Life.